# روزالیا فرانگولیان
روزالیا (روزان) وارطانی فرانگولیان (ارمنی: Ռոզալիա (Ռուզան) Վարդանի Ֆրանգուլյան؛ زاده ۱۸ سپتامبر ۱۹۲۵ - درگذشته ۲۶ مارس ۱۹۸۶) کارگردان فیلم اهل ارمنستان بود. وی بین سال‌های ۱۹۵۵ تا؟ میلادی فعالیت می‌کرد.

## زندگی‌نامه
وی در ۱۸ سپتامبر ۱۹۲۵ در دیلیجان در به دنیا آمد و از مؤسسه سینمایی گراسیموف (۱۹۵۰) فارغ‌التحصیل گشت.  وی همچنین برنده جوایزی همچون چهره هنری شایسته ارمنستان شوروی (۱۹۶۷) شد. وی در ۲۶ مارس ۱۹۸۶ در سن ۶۰ سالگی در ایروان درگذشت.